# 観光科
観光科（かんこうか）は、観光に関する基本的な知識と技術を修得させる学科の名称である。
高等学校、専修学校、短期大学、職業能力開発短期大学校の一部に、観光科や類似する学科が設置されている。

## 科名に「観光」を含む日本の施設

### 高等学校
- 青森県立十和田西高等学校 　観光科
- 鹿児島城西高等学校　ホテル観光科
- 長崎県立小浜高等学校　ビジネス・観光科
- 福島県立猪苗代高等学校　国際観光科
- 栃木県立那須高等学校 リゾート観光科
- 名古屋市立若宮商業高等学校総合ビジネス科 観光コース
- 沖縄県立浦添商業高等学校 国際観光科
- 高知県立伊野商業高等学校 国際観光科
- 沖縄県立具志川商業高等学校 リゾート観光科
- 北海道ニセコ高等学校 緑地観光科
- 松江市立女子高等学校 国際文化観光科
- 宮城県松島高等学校 観光科
- 奈良県立奈良朱雀高等学校 観光ビジネス科

### 短期大学
- 大阪成蹊女子短期大学 観光科
- 東洋大学短期大学 観光科
- 大阪成蹊短期大学 観光学科

### 専修学校
- 愛媛電子ビジネス専門学校 ホテル観光科
- 日本外国語専門学校 国際観光科
- 大阪外語専門学校 国際観光科
- 専門学校インターナショナルリゾートカレッジ リゾート観光科
- 名古屋外語専門学校 ホテル観光科
- 駿台トラベル&ホテル専門学校 国際観光専科
- 専門学校盛岡カレッジオブビジネス 観光ビジネス科
- 東京商科学院専門学校 観光ビジネス学科（トラベルビジネス専攻、鉄道交通ビジネス専攻）
- 専門学校西鉄国際ビジネスカレッジ 観光科
- ECC国際外語専門学校 観光系トラベルコース
- ECC国際外語専門学校 観光系ホテルコース
- 神田外語学院専門学校 国際観光科
- 専門学校横浜外語ビジネスアカデミー 旅行観光本科
- 東京観光専門学校 総合観光学科
- 大原トラベル・ホテル・ブライダル専門学校 トラベル観光コース
- 国際マルチビジネス専門学校　国際観光学科

### 職業能力開発短期大学校
- 山梨県立産業技術短期大学校 観光ビジネス科

## 類似の学科を設置する日本の施設

### 高等学校
- 酒田南高等学校 教養探究コース 観光・地域創生専攻
- 兵庫県立生野高等学校 普通科  (観光・グローバル類型)
- 熊本県立阿蘇高等学校 商業科（国際観光コース）（2003年までは国際観光科）
- 観光留学コース

### 短期大学
- 東京交通短期大学 - 設置学科である運輸科の開講科目の一部で観光学を教授
- 折尾愛真短期大学 - 設置学科である経済科に観光ビジネスコースを設置

### 専修学校
- トライデント外国語専門学校 英語ビジネス学科ツアーコンダクター専攻
- 東日本ホテルトラベル専門学校 トラベルコース
- 専門学校中野スクールオブビジネス トラベルビジネス科
- 郡山情報専門学校 トラベルプランナー科
- 駿台トラベル&ホテル専門学校 環境・福祉旅行学科
- 大阪外語専門学校 国際旅行テーマパーク科
- 専門学校JTBトラベル&ホテルカレッジ 国際旅行ビジネス科
- 専門学校国際専修カレッジ 国際旅行学科
- 国際トラベル&ホテル専門学校 旅行科
- 国際トラベル&ホテル専門学校静岡校 旅行科
- 国際トラベル&ホテル専門学校浜松校 旅行科
- キャルエールホテル旅行専門学校 旅行学科
- 札幌ビジネスアカデミー専門学校 旅行学科
- 東京エアトラベル・ホテル専門学校 旅行交通科
- ホスピタリティツーリズム専門学校大阪 旅行科、エアライン科、鉄道サービス科、テーマパーク科
- ホスピタリティツーリズム専門学校 旅行学科、エアライン学科、鉄道学科、テーマパーク学科
- 専門学校西鉄国際ビジネスカレッジ エアポート科、トラベル科
- 札幌ビジネスアカデミー専門学校 旅行学科
- グリーンツーリズム専門学校 グリーンツーリズム企画科
- 駿台観光&外語専門学校 トラベル学科、エアライン学科、トラベル学科
- 大阪観光専門学校 トラベル学科、エアポート学科
- 東京観光専門学校 旅行学科、国際トラベル&ホテル学科、エアラインサービス学科、鉄道サービス学科、料飲サービス学科
- 九州観光専門学校 エアポート学科
- 麻生外語観光&製菓専門学校 エアライン科、エアポート科、ホテル・リゾート科、トラベル科
- 名古屋観光専門学校 旅行学科、航空ビジネス学科

## 韓国の施設
- 韓国観光大学（2年制）